# Dominic Savage
Pour les articles homonymes, voir Savage.
Dominic Savage, né le 23 novembre 1962 à Margate (dans le Kent, en Angleterre), est un réalisateur, scénariste et acteur britannique.

## Biographie
Encore enfant, Dominic Savage  fait plusieurs apparitions à la télévision et au cinéma où il est le jeune lord Bullingdon dans le Barry Lyndon (1975) de Stanley Kubrick.
À la mi-trentaine, il s'oriente vers l'écriture de scénarios et la réalisation, et remporte des BAFTA pour Nice Girl (en 2000) et When I Was 12 (en 2001). Il est également bien connu pour son téléfilm dramatique pour la BBC2, Freefall (en) (2009).
En 2017, il réalise le drame intimiste Une femme heureuse dont l'héroïne est interprétée par la comédienne britannique Gemma Arterton.
Par la suite, Dominic Savage est le créateur de la série anthologique I am... dont chaque épisode suit le parcours d'une femme. De prestigieuses actrices campent les personnages principaux : Kate Winslet, Lesley Manville, Vicky McClure, Samantha Morton, Gemma Chan, Suranne Jones et Letitia Wright.
En 2023, il met en scène Elliot Page dans le drame Close to you où un jeune homme trans retourne dans sa famille après une longue absence.

## Filmographie partielle

### Comme acteur
- 1975 : Barry Lyndon : lord Bullingdon enfant

### Comme scénariste et réalisateur

#### Télévision
- 1988 : Playbus (série télévisée, 1 épisode - uniquement réalisation)
- 1997 : Cutting Edge (série télévisée, 2 épisodes - uniquement réalisation)
- 2000 : Nice Girl (TV)
- 2001 : When I Was 12 (TV)
- 2002 : Out of Control (en) (TV)
- 2006 : Born Equal (TV)
- 2009 : Freefall (en) (TV)
- 2010 : Dive  (TV)
- 2012 : True Love (en) (série TV)
- 2014 : The Secrets (série TV)

#### Cinéma
- 2005 : Love + Hate
- 2017 : Une femme heureuse (The Escape)
- 2019 : I Am...
- 2023 : Close to You